# بريستول روفرز
نادي بريستول روفرز لكرة القدم (بالإنجليزية: Bristol Rovers Football Club)‏ هو فريق كرة قدم من مدينة برستل في المملكة المتحدة، أُسس بتاريخ 1883، يلعب في الدوري الإنجليزي الدرجة الأولى، في Memorial Stadium (Bristol) ‏.

## وصلات خارجية
- الموقع الرسمي